# الجدل حول اختبارات فيروس كورونا في الفلبين 2020
الجدل حول اختبار فيروس كورونا في الفلبين هو جدل مستمر يشمل العديد من المسؤولين الحكوميين الذين أفيد في وسائل الإعلام أنهم قد تم اختبارهم لمرض فيروس كورونا لعام 2019 كوفيد-19 في الأشهر الأولى من جائحة فيروس كورونا في الفلبين. انتهك هذا خوارزمية الفرز المستخدمة من قبل وزارة الصحة (DOH)، التي قالت إنه يجب عدم اختبار المرضى الذين لا تظهر عليهم أعراض، ويجب بدلاً من ذلك إخضاعهم للحجر الصحي لمدة 14 يومًا.
في بعض الحالات، شمل الجدل عائلة أو موظفين من المسؤولين الحكوميين، الذين أفيدوا أنهم خضعوا أيضًا للاختبار في انتهاك الخوارزمية.
منذ اليوم الأول الذي أصبحت فيه قادرة على إجراء الاختبارات في 30 يناير 2020 حتى أصبحت جاهزة لإجراء اختبار الكتلة التدريجي في 14 أبريل 2020، استخدمت وزارة الصحة DOH خوارزمية الفرز كنظام لزيادة الموارد إلى أقصى حد، لأن مجموعات اختبار كوفيد-19 كانت شحيحة، وهناك عدد قليل من المختبرات القادرة على معالجة نتائج الاختبار.
كان المسؤولون الحكوميون الذين حصلوا على نتائج سريعة في اختباراتهم أمرًا مثيرًا للجدل، لأنه كان يُنظر إليهم على أنهم يتلقون علاجًا ذا أولوية للاختبار، في حين اعتبر العديد من الأشخاص الأشخاص الفعليين قيد التحقيق - وكان الكثير منهم من الخطوط الأمامية - يموتون قبل أن يتمكنوا من الحصول على نتائج الاختبار.

## الخلفية

### ندرة المختبرات ومجموعات الاختبار
لم يكن لدى الحكومة الفلبينية القدرة على اختبار فيروس السارس- CoV-2 حتى 30 يناير 2020، عندما تمكن معهد أبحاث الطب الاستوائي (RITM) الذي تديره الحكومة أخيرًا من إجراء اختبارات تأكيدية. حتى ذلك التاريخ، كان يجب إرسال عينات من حالات كوفيد-19 المشتبه بها إلى المختبر المرجعي للأمراض المعدية الفيكتورية في ملبورن بأستراليا لفحصها.
لا يزال هناك عدد قليل جدًا من مجموعات الاختبار في الفلبين، ولا يزال القدرة على معالجة نتائج الاختبار محدودة. بحلول 9 مارس 2020، يمكن معالجة 200 إلى 250 اختبارًا فقط في اليوم.
بحلول 23 مارس 2020، ارتفع العدد إلى ما يقرب من 1000 في اليوم، حيث اكتسبت المختبرات الجديدة القدرة على معالجة نتائج الاختبار وتبرعت مختلف الكيانات بحوالي 100000 مجموعة اختبار لـ RITM. لكن قدرة الفلبين الإجمالية على إجراء اختبار كوفيد-19 كانت لا تزال محدودة للغاية نظرًا لانتشار المرض على المستوى الوطني.
في 14 أبريل 2020، بدأت الحكومة الوطنية الفلبينية «الاختبار الجماعي التدريجي» لـكوفيد-19  بعد أن تلقت «عشرات الآلاف من مجموعات الاختبار» من مختلف البلدان المانحة، ومجموعات اختبار SARS-COV-2 التي تنتجها جامعة الفلبين، أصبح مركز الجينوم الفلبيني متاحًا. لمعالجة هذه الاختبارات، أفادت وزارة الصحة أن «عشرات مختبرات الاختبار» ستبدأ العمل خلال شهر.

### خوارزمية قرار الفرز الفلبينية
بمجرد أن اكتسبت الحكومة القدرة على إجراء اختبارات كوفيد-19 محليًا، طوروا خوارزمية الفرز التي ستكون بمثابة «أداة قرار». سيحدد هذا المرضى الذين سيسمح لهم باستخدام مجموعات الاختبار القليلة المتاحة، ووقت المعالجة لعدد قليل من المختبرات الفلبينية القادرة على إجراء اختبارات كوفيد-19.
قامت الخوارزمية بفرز الأشخاص إلى «المرضى قيد التحقيق» (PUI)، الذين سيخضعون للاختبارات؛ و «الأشخاص الخاضعين للرصد» (PUM)، الذين لن يتم اختبارهم، بل يُطلب منهم الدخول في الحجر الصحي لمدة 14 يومًا.

## اختبار الأولويات للمسؤولين الحكوميين
في حين أن بعض الشخصيات المهمة كانت مشروعة في قائمة الأولويات للاختبار، فإن بعضهم الذين لم يكونوا من PUIs لم يتبعوا البروتوكول الطبي الذي حددته خوارزمية الفرز التابعة لوزارة الصحة وتم اختبارهم قبل الأشخاص الذين يعانون من الأعراض الذين كانوا في قائمة الأولويات، وبالتالي فإن اختبار كبار الشخصيات VIP طرح الجدل حول العلاج. وشمل ذلك أفراد الأسرة وموظفي المسؤولين الحكوميين الحاليين والسابقين.
أصدرت وزارة الصحة في وقت لاحق بيانًا قالت فيه أن هذه الاختبارات كانت «مجاملة» وليس «معاملة VIP» قائلة أنه «لا توجد سياسة لعلاج كبار الشخصيات وأن جميع العينات يتم معالجتها على أساس أول من يدخل أولاً يخرج مع مجاملة للمسؤولين الذين يشغلون مناصب الأمن القومي والصحة العامة».

## قائمة المسؤولين الحكوميين الذين خضعوا لاختبار كوفيد-19
فيما يلي قائمة بالشخصيات العامة الفلبينية، إلى جانب أفراد العائلة والموظفين المباشرين، الذين تم اختبارهم لمرض فيروس كورونا لعام 2019 وكشفوا عنه علنًا.

### التنفيذيين

#### الحكومة الوطنية
- الرئيس رودريغو دوتيرتي   - سلبي [14][15][16][17][18]
- الأمين التنفيذي سلفادور ميديالديا   - سلبي [19]
- وزير الداخلية والحكم المحلي إدواردو أنيو   - موجب [20]
- وزير الميزانية ويندل أفيسادو   - سلبي [21]
- وزير النقل آرثر توجادي   - سلبي
- وزير المالية كارلوس دومينجيز   - سلبي
- سكرتير الأشغال العامة مارك فيلار   - سلبي

#### الحكام الاداريين
- جونفيك ريمولا (كافيت)   - TBA [22][23][24]

اعتُبرت عديمة الأعراض، التي تجاوزت بروتوكول وزارة الصحة وخوارزمية اختبار الفرز، للجمهور.

#### العمدة
- ليوبولدو باتاويل (Lingayen ، بانجاسينان)   - سلبي. كان يعاني من سعال مستمر وتعرض للفلبينيين الذين ثبتت إصابتهم في أستراليا.[25]
- فيليب كريسبينو (Caba، La Union)   - موجب [26]
- فيردي استريلا (باليواج، بولاكان)   - موجب [27]
- Joric Garula (Taytay ، Rizal) - إيجابي [28]
- إيسكو مورينو (مانيلا سيتي)   - سلبي [29][30]

- سيزار تشافيز (رئيس أركان مورينو)، ومسؤولون آخرون في البلدية يرافقون العمدة خلال رحلة إلى لندن   - TBA 

#### نواب العمدة
- سيباستيان دوتيرتي (مدينة دافاو)   - سلبي [18][31][32]

### تشريعي

#### مجلس الشيوخ
عقد مجلس الشيوخ جلسة استماع بشأن لجنة التعليم الأساسي والفنون والثقافة في 5 مارس 2020، حيث تبين لاحقًا أن شخصًا خبيرًا إيجابيًا لـكوفيد-19.
- نانسي بيناي   - سلبي [14][15][23][24][33]
- بيا كايتانو   - TBA [34][35]
- فرانكلين دريلون   - سلبي. الزوجة أيضا سلبية.
- شيرون جاتشاليان   - سلبي
- بونغ جو   - سلبي [16][17][36]
- ديك جوردون   - TBA
- بانفيلو لاكسون   - سلبي [37]
- إيمي ماركوس   - TBA
- ماني باكياو   - سلبي [38]

وقال إنه تلقى مجموعة اختبار سريع من أصدقاء من كوريا الجنوبية، على الرغم من عدم موافقة إدارة الغذاء والدواء.
- غريس بو   - TBA [34][35]
- بونغ ريفيلا   - TBA
- تيتو سوتو   - تم اختباره مرتين. الاختبار الأول سلبي. الاختبار الثاني TBA [37]

قال سوتو أن الاختبار الأول تم باستخدام مجموعة غير معتمدة من قبل وزارة الصحة. بعد ذلك، أجرى اختبارًا ثانيًا، هذه المرة باستخدام مجموعة معتمدة من وزارة الصحة DOH بعد أن بدأ في إظهار السعال الجاف والتهاب الحلق. ذكر أنه على استعداد لإجراء اختبار ثالث بعد التعرض للنائب. إريك جو ياب.
- فرانسيس تولينتينو   - سلبي [23][34][35]

قال إن أدوات الاختبار الخاصة به لم تأت من وزارة الصحة. خضع للاختبار معتقدًا أنه تعرض لشخص أثبتت فاعليته لـكوفيد-19 وبدأ في إظهار الأعراض.
- خوان ميغيل زوبيري   - موجب [14][15][17][27]

أول مسؤول منتخب على المستوى الوطني يكون اختباره إيجابيًا في الفلبين. تم اختباره على الرغم من كونه بدون أعراض. يشتبه في أن تكون إيجابية كاذبة من قبل وزير الصحة دوكي الذي كان سيختبر الزبيري مرة أخرى إن لم يكن المخزون محدود من مجموعات الاختبار.

#### مجلس النواب
- باولو دوتيرتي   - TBA [18][32]
- إريك جو ياب   - سلبي [41][42][43][44][45][46]

في 27 مارس، تواصلت RITM واعتذرت لـ Yap ، وأبلغته أنه في الواقع كان اختبارًا سلبيًا وتصحيح النتيجة الإيجابية الأولية كما جاءت نتيجة «خطأ في التشفير».

### القضاء

#### المحكمة العليا
رئيس القضاة ديوسدادو بيرالتا - سلبي
كان لديه تاريخ في السفر إلى هولندا في أوائل مارس 2020 وأظهر أعراضه.

#### مسؤولون حكوميون سابقون
تم الاختبار مع الزوجة ليزا وجميع الموظفين بنتائج سلبية في يوم واحد وفقًا لبيان الزوجة في 26 مارس 2020 عبر The Philippine Star ، ولكن لا تزال النتائج في انتظار النتائج.
- السيدة الأولى وعضوة الكونجرس والحاكم السابق إيميلدا ماركوس   - TBA [22]
- المبعوث الخاص السابق للصين رامون تولفو   - سلبي [23][47][48]

#### أفراد عائلة المسؤولين الحكوميين الفلبينيين
فيما يلي قائمة بالأفراد الذين خضعوا لاختبار كوفيد-19 في نفس الوقت مع أقاربهم الذين كانوا إما مسؤولين حكوميين أو مسؤولين حكوميين سابقين.

##### أقارب الرئيس رودريغو دوتيرتي
- هونيليت أفانسيا (زوجة القانون العام)   - TBA [15][18]

في 17 مارس، وفقا للسناتور غو، أجريت اختبارات المسح في مدينة دافاو.
- كيتي دوتيرتي (الابنة الصغرى)   - TBA [15][18][32]

##### أقارب وموظفو السناتور السابق بونغبونغ ماركوس
عاد السناتور السابق بونغ بونغ ماركوس في 13 مارس 2020 من السفر في إسبانيا وشعر بتوعك، لذلك ذهب إلى المستشفى لإجراء الاختبار في اليوم التالي، 14 مارس. لكن زوجته وموظفيه أصبحوا جزءًا من الجدل عندما كشفت زوجته أنها وموظفي ماركوس قد خضعوا جميعًا للاختبار حتى لو كانوا بدون أعراض.
- ليزا ماركوس (زوجة)   - سلبي [12][49][50]
- موظفو Bongbong و Liza Marcos - سلبي

## التفاعلات
وقد أدى هذا تجاوز بروتوكول الاختبار لكبار الشخصيات المفترضة إلى الغضب العام، بالنظر إلى ندرة مجموعات اختبار COVID-19 المتاحة للجمهور. في 22 آذار (مارس) 2020، تم استخدام علامتي التصنيف "#NoToVIPTesting" و "#CheckYourPrivilege" على Twitter ، مما يعكس غضب الجمهور بشأن هذه المشكلة.
أصدر بعض السياسيين اعتذارات لإجراء الفحص، معترفين بأنهم «ربما تخطوا» البروتوكولات التي وضعتها وزارة الصحة لتحديد المرضى الذين يحتاجون إلى الفحص أولاً.